# Brunswick West, Victoria
Brunswick West là một vùng nội ô (suburb) ở thành phố Melbourne, bang Victoria,  Úc, cách trung tâm thành phố 6 km về phía bắc. Nó nằm trên khu vực chính quyền địa phương Thành phố Moreland. Tại cuộc điều tra dân số năm 2011, Brunswick West có 13.148 người.
Brunswick West giáp với Parkville về phía nam, Moonee Ponds tại  Suối Moonee Ponds về phía tây, Pascoe Vale South và Coburg theo Đường Moreland Road về phía bắc, và Brunswick theo các đường Grantham, Pearson and Shamrock Street về phía đông. Đại lộ Tullamarine cũng đi dọc theo một đoạn rìa của vùng này.
Brunswick West là một vùng dân cư với một vài cơ sở công nghiệp - tiểu thủ công nghiệp nhỏ.

## Lịch sử
Bưu điện Brunswick West mở cửa ngày 10 tháng 3 năm 1913. Ngoài ra còn có bưu cục tư nhân Moonee Vale tại số 164 Melville Road.

## Dân cư
59,7% cư dân trong vùng sinh ra tại Úc. Những quê quán khác bao gồm Ý 4,3%, Ấn Độ 3,2%, Hy Lạp 3,0%, Anh 2,2% và Trung Quốc đại lục 1,9%.
Chỉ có 59,9% cư dân nói tiếng Anh là tiếng duy nhất ở nhà. Nhiều ngôn ngữ khác được nói ở nhà: tiếng Italia 6,9%, tiếng Hy Lạp 6,2%, tiếng Ả rập 3,0%, tiếng Quan thoại 2,2% và tiếng Tây Ban Nha 1,1%.

## Thương mại
Đường Grantham Street và Melville Road là hai trục đường kinh doanh lớn, tập trung các hoạt động thương mại của toàn vùng bao gồm các dãy cửa hàng bán lẻ và một trung tâm kinh doanh nhỏ (Union Square) trên đường Grantham Street.

## Giao thông
Tuyến xe điện số 55 chạy theo hướng bắc-nam tạo thành tuyến giao thông công cộng huyết mạch kết nối vùng với khu nội thị. Đường ray xe điện chạy trên các phố Grantham, Dawson và Melville.
Bên cạnh đó còn có nhiều tuyến xe buýt chạy xuyên các con đường dân cư theo hướng đông-tây:
- 503 Essendon – East Brunswick qua Brunswick West, Brunswick và Nhà ga Anstey (thứ 2 - 7). Trạm xe buýt trên đường Albion Street
- 504 Moonee Ponds – Clifton Hill qua Brunswick West, Brunswick, Carlton North, Fitzroy North (thứ 2 - 7). Trạm xe buýt trên đường Brunswick Road
- 506 Moonee Ponds – Westgarth qua Brunswick West, Brunswick, Fitzroy North, Northcote (thứ 2 - 7). Trạm xe buýt trên các đường Dawson, Pearson, Smith và Allard Street
- 508 Moonee Ponds – Alphington qua Brunswick West, Nhà ga Brunswick, Northcote và Fairfield (hàng ngày). Trạm xe buýt trên đường Victoria Street
- 509 Hope Street – Sydney Rd (thứ 2 - 7). Trạm xe trên các đường Hope Street và Melville Road.
- 510 Essendon – Ivanhoe qua Brunswick West, Moreland RS, Thornbury, Fairfield (hàng ngày). Trạm xe buýt trên đường Moreland Road

Nhiều tuyến đường trong vùng có làn đường dành riêng cho xe đạp. Nhiều đường mòn xe đạp khác cũng kết nối với vùng như tuyến Moonee Ponds Creek Trail ở phía tây và tuyến  Capital City Trail ở phía nam vùng.

## Cơ sở giáo dục
Brunswick West có hai trường tiểu học công lập Trườnng Tiểu học Brunswick South-West Lưu trữ ngày 20 tháng 4 năm 2012 tại Wayback Machine và Trườnng Tiểu học Brunswick North-West, cùng một trường tư thục Công giáo, trường St. Josephs.

## Không gian mở
Khoảng xanh công cộng lớn nhất trong vùng chính là dải công viên cây xanh dọc theo bờ Rạch Moonee Ponds kéo dài đến tận Cao tốc Tullamarine ở gần sân bay. Ngoài ra còn có công viên Dunstan, ở phố phía bắc của vùng, với hai sân bóng bầu dục cùng nhiều công viên nhỏ hơn nằm rải rác trong các khu dân cư.